# Gyurkovics Tibor
Gyurkovics Tibor (Budapest, 1931. december 18. – Budapest, 2008. november 16.) Kossuth- és József Attila-díjas magyar költő, író, pszichológus, a Digitális Irodalmi Akadémia alapító tagja.

## Életpályája
Rákosfalván nevelkedett. 1942–1948 között a Piarista Gimnáziumba járt, majd az iskola államosítása után az Ady Endre Gimnáziumban érettségizett le 1950-ben. Polgári származása miatt nem vették fel sem az orvosi, sem a jogi egyetemre, és a színiakadémia sem fogadta be.
Néhány hónapig a BSZKRT-nál dolgozott normásként, éjszakai műszakban, majd szeptemberben felvették a Gyógypedagógiai Tanárképző Főiskolára. Annak elvégzése után, 1953–1955 között pszichológusi oklevelet szerzett az ELTE BTK-n. Szakdolgozatát a József Attila verseiben megnyilvánuló szinesztéziáról írta. 1955–1957 között a Gyógypedagógiai Tanárképző Főiskola előadója. 1956-ban a főiskola forradalmi bizottságának elnöke lett, ezért később meghurcolták és elvesztette az állását is. Egy évig kisegítő iskolai tanárként dolgozott Kőbányán, majd 1958–1960 között vezető pszichológus volt egy gyermekgondozóban. 1960–1968 között volt az Országos Ideg- és Elmegyógyintézetben pszichológus. Itteni tapasztalatai számos regényében és versében megjelentek.
1968-tól írásaiból kezdett élni, bár voltak más kötöttségei is. A Pest Megyei Bíróság igazságügyi szakértője volt 1966–1970 között, 1988–1992 között a Veszprémi Petőfi Színház dramaturgja, 1989–1991 között az Új Idő szerkesztőbizottsági tagja. 1991-től a Lyukasóra című tévéműsor állandó résztvevője, 1992-től a Lyukasóra című folyóirat alapítója és szerkesztő bizottsági tagja volt. 1991–1995 között a Magyar Írókamara társelnöke, 1992-től a Magyar Művészeti Akadémia alelnöke, 1994-ben a magyar labdarúgó-válogatott pszichológusa, 1995-től a Magyar Írók Egyesületének elnöke.
Verseket 15 éves kora óta (1946-tól) írt, első verseit Hárs László közölte a Népszavában. A Vigília 1958-as májusi számában Rónay György mutatta be költeményeit. Első mesterei és példaképei Weöres Sándor és Pilinszky János voltak. Első verseskönyve 1961-ben jelent meg. 49 kötete jelent meg. A versek mellett regényeket, elbeszéléseket, lírai esszéket, színműveket és publicisztikát is írt, ezért nevezték őt ketten is – Szeghalmi Elemér és Hernádi Gyula – a magyar irodalom pentatlonistájának, illetve öttusabajnokának.
A Színházi adattárban regisztrált bemutatóinak száma: 31..
Első színházi bemutatója a Madách Színházban volt 1969. április 12-én. A darab címe: Estére meghalsz. Ezt követően számos drámáját műsorra tűzték a színházak. Az öreg (Vígszínház – 1970. december 12.), A döntés órája (Székesfehérvári Vörösmarty Színház – 1972. március 22.), Nagyvizit (Vígszínház – 1972. május 18.), Csóka-család (Vígszínház – 1975. február 7.), Kreutzer szonáta (Vígszínház – 1976. április 29.), Isten nem szerencsejátékos (Madách Színház – 1976. december 3.), De ki lesz a gyilkos? Kecskeméti Katona József Színház – 1977. március 25.), Magyar menyasszony (Kecskeméti Katona József Színház – 1980. február 1.), Isten bokrétája (Vígszínház – 1980. november 14.), Fészekalja (Madách Színház – 1983. október 7.), A bombatölcsér (Nyíregyházi Móricz Zsigmond Színház – 1986. június 6.), Boldogháza (Veszprémi Petőfi Színház – 1988. március 31.), Halálsakk (Székesfehérvári Vörösmarty Színház – 1991. november 25.), Császármorzsa (Nemzeti Színház – 1994. február 11.), Kutyakomédia (Egri Gárdonyi Géza Színház – 1997. január 10.), Háború, hármasban (Kecskeméti Katona József Színház – 2000. szeptember 30.), Tordy Géza invitálására, a Fekvőtámasz című darabjában az ezredes szerepét is eljátszotta (Veszprémi Petőfi Színház – 1986. december 12.).
2008. november 16-án hajnalban, közel 77 éves korában halt meg.
A költő 131 darabos képzőművészeti gyűjteménye a mosonmagyaróvári Cselley-házba került, abba a városba, amely orvos nagybátyja képzőművészeti kollekcióját, a neves Gyurkovich-gyűjteményt őrzi.

## Díjai, kitüntetései
- József Attila-díj (1982)
- Év Gyermekkönyve díj (1985)
- Bölöni-díj (1987)
- A Magyar Köztársasági Érdemrend tisztikeresztje (1992)
- Erzsébet-díj (1992)
- Kossuth-díj (1994)
- Magyar Örökség díj (1997)
- Magyar Művészetért díj (2001)
- Bilicsi-díj (2003)

## Művei
- Grafit; Magvető, Budapest, 1961

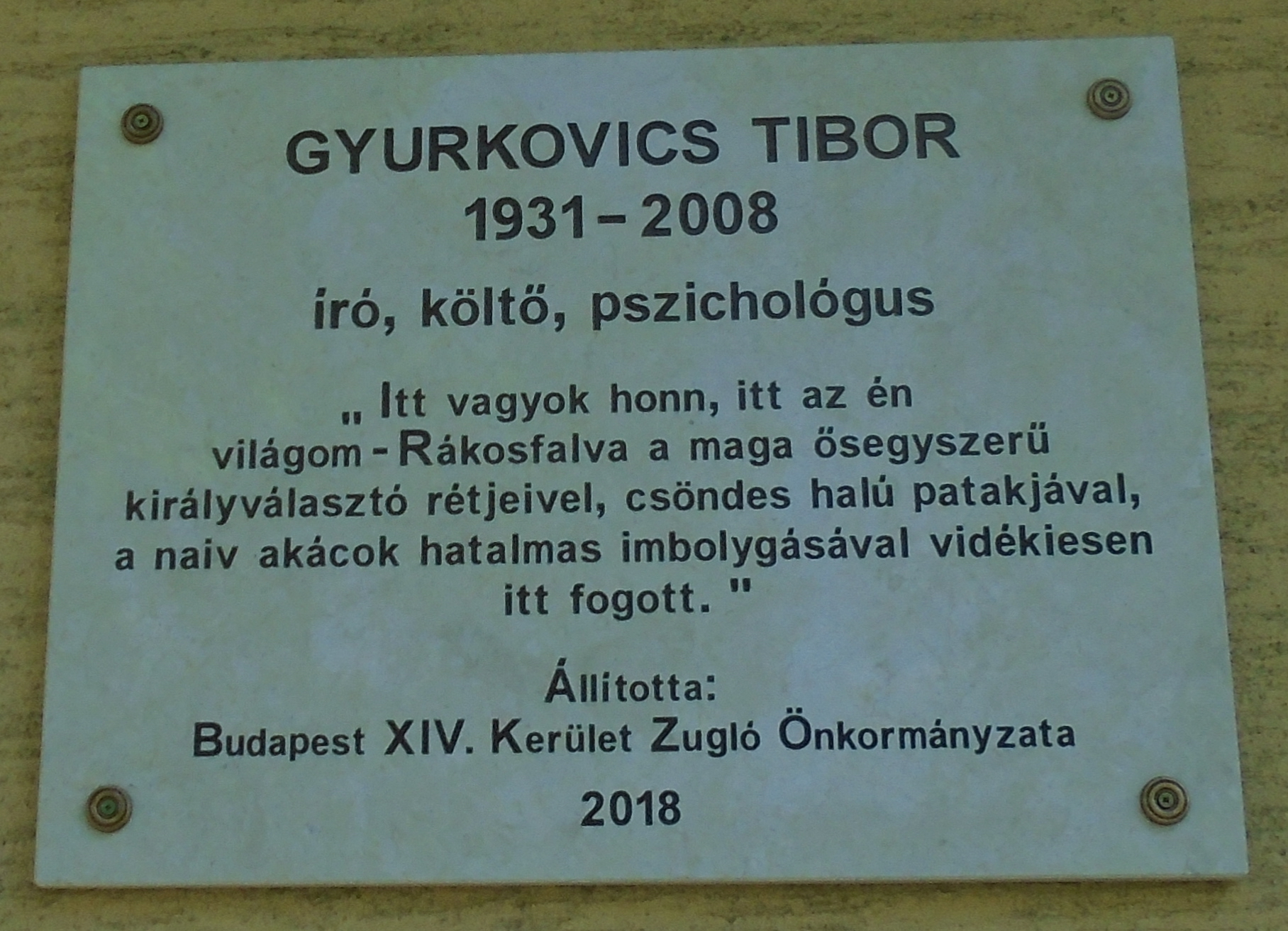
Emléktáblája Budapest XIV. kerületében

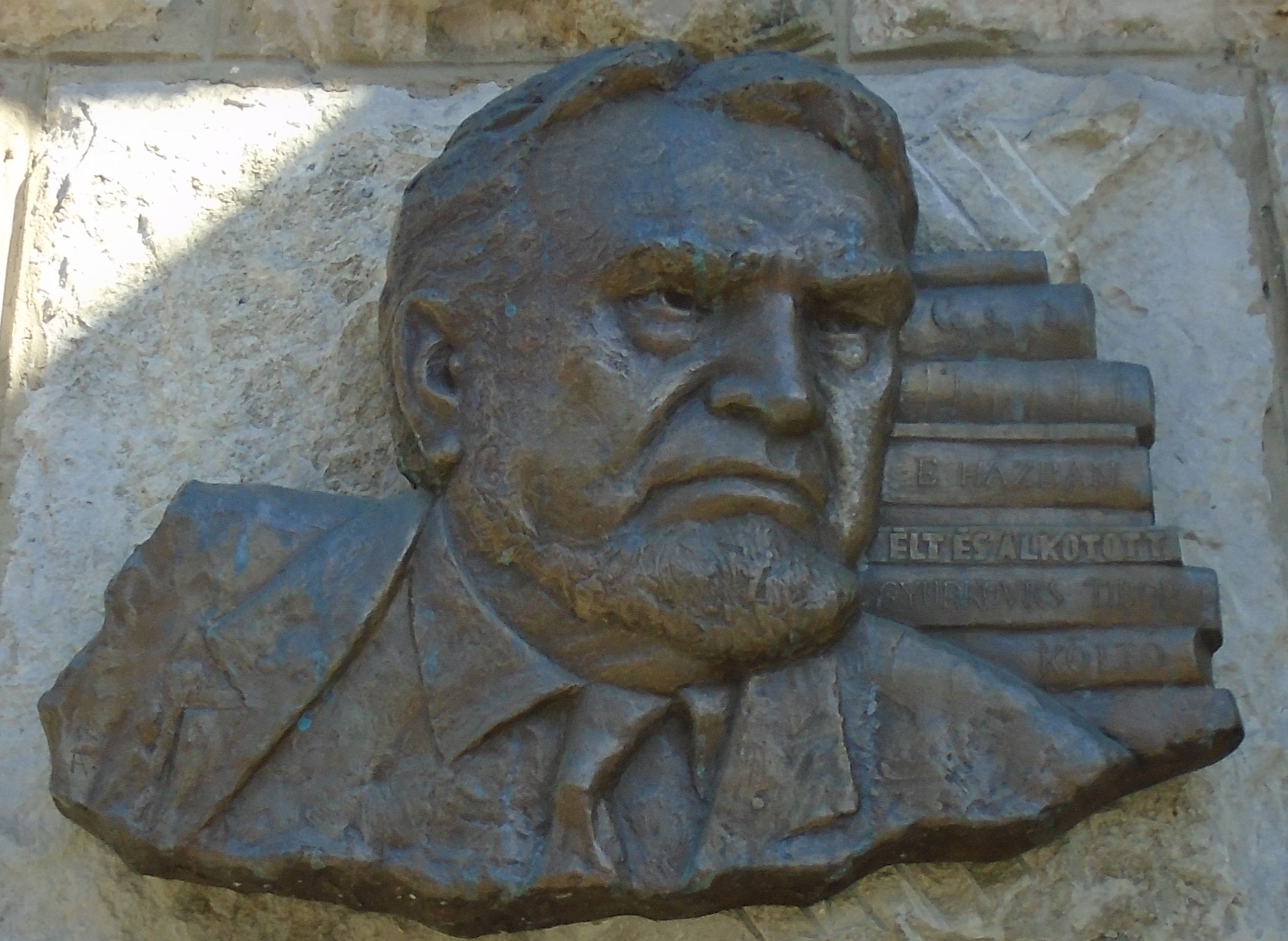
Emléktáblája Budapest I. kerületében

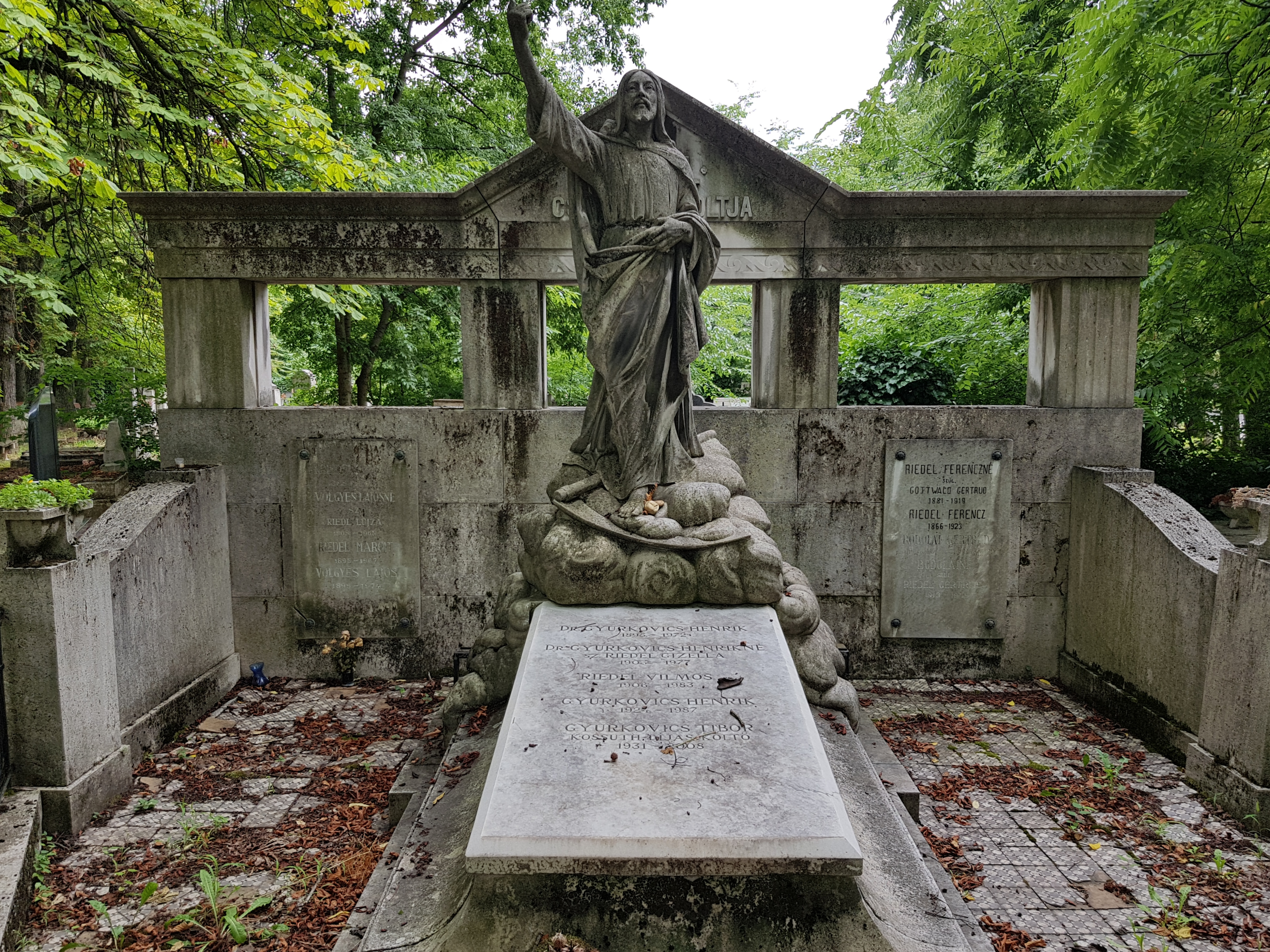
Gyurkovics Tibor sírja az Új köztemetőben

- Kenyértörés; Magvető, Budapest, 1963
- Emberfia; Magvető, Budapest, 1966
- Vaskakas; Szépirodalmi, Budapest, 1970
- Ne szeress, ne szeress. Regény; Egyetemi Ny., Budapest, 1970 (Kozmosz könyvek)
- Rikiki; Móra, Budapest, 1971
- Üveggolyó; Móra, Budapest, 1973
- Elcseréljük egymást. Novellák; Szépirodalmi, Budapest, 1973
- Isten nem szerencsejátékos. Regény; s.n., Budapest, 1973 (Kozmosz könyvek)
- Mindennapi szerelmünket add meg nekünk ma. Regény; Egyetemi Ny., Budapest, 1974 (Kozmosz könyvek)
- Szeretlek, akárki vagy; Szépirodalmi, Budapest, 1975
- Vers a Mikuláshoz; vers Gyurkovics Tibor, rajz Heinzelmann Emma; Móra, Budapest, 1976
- Tintapaca; Móra, Budapest, 1976
- Kiskutya, nagykutya; Móra, Budapest, 1976
- Szolgálat; Magvető, Budapest, 1976
- Öngyilkosság receptre; Szépirodalmi, Budapest, 1977
- Nagyvizit / Szeretetotthon / Őszinte részvétem / Isten nem szerencsejátékos; Magvető, Budapest, 1978
- Istenigazából; Szépirodalmi, Budapest, 1978
- Az utolsó karácsony; Magvető, Budapest, 1980
- Leveleskönyv; Szépirodalmi, Budapest, 1980
- Pótmajom; Kozmosz Könyvek, Budapest, 1980
- Üdv a tolvajnak! Nevetséges dolgok; Magvető, Budapest, 1983 (Rakéta regénytár)
- Gyurkovics Tibor–Schéner Mihály: A pápai mézesbábos; Móra, Budapest, 1983
- Névike; Móra, Budapest, 1983
- Boszorkányok pedig vannak; Szépirodalmi, Budapest, 1983
- Színház az egész – nem is – világ; Kozmosz Könyvek, Budapest, 1984
- Szeretők (magyar filmdráma, 1984 – forgatókönyv)
- Szálka, hal nélkül. Bolondos történetek; Magvető, Budapest, 1984 (Rakéta regénytár)
- Ölni, ölelni. Drámák / Magyar menyasszony / Kreutzer-szonáta / Édes Anna / Fészekalja; Magvető, Budapest, 1985
- Kudi, a levegőember; Móra, Budapest, 1985
- Lóhalálában; Szépirodalmi, Budapest, 1987
- Apa csak 1 van; Móra, Budapest, 1987
- A bíboros. Válogatott novellák; Magvető, Budapest, 1987
- Tónió a póniló; Új Idő, Budapest, 1990
- Táj, nővel. Festő-versek; Magvető, Budapest, 1990
- Halálsakk. Széchenyi után. Dráma két részben; Prológus, Budapest, 1991
- Kettős zsoltár. Szerelmes versek; szerk. D. Nagy Imre, ill. Szalay Lajos; Széphalom Könyvműhely, Budapest, 1991 ISBN 963-7488-27-8
- Halló, Krisztus; Szépirodalmi, Budapest, 1991
- 50 kérdés Eigel Istvánhoz; Polgármesteri Hivatal Művelődési Ifjúsági és Sport Osztálya, Várpalota, 1991
- A test balladája. A Horror Club versei; Kráter Műhely Egyesület, Budapest, 1992
- A Szent Bal; Mécs, Budapest, 1993 (Scriptor-füzetek)
- Császármorzsa. Férfi és nő(k) 2 felvonásban; Neoprológus, Budapest, 1994 (A magyar dráma fóruma)
- Háború, hármasban. Hipnózis, két részben; Neoprológus, Budapest, 1995 (A magyar dráma fóruma)
- A magyar vadkan; Magyar Írókamara, Budapest, 1995 (Lyukasóra-könyvek)
- Álomjáró Mersits Piroska; Orpheusz, Budapest, 1995
- Láb uru keng, keng uru bál. Gyurkovics Tibor versei; Mundus, Budapest, 1996
- Kukoricacsutka; vál., szerk. Földváry Györgyi; Móra, Budapest, 1997
- Kutyakomédia. Sok zenével, egy szünettel; Neoprológus, Budapest, 1997 (A magyar dráma fóruma)
- Levelek Mandzsúriába; Kairosz, Szentendre, 1998
- Isten homlokán. Istenes versek; Kairosz, Szentendre, 1998
- Cantata aquilarum; Kairosz, Szentendre, 1998
- Ballada a rendszerváltásról; Kairosz, Szentendre, 2000
- "Visszanéztem félutambul, szememből a könny kicsordult". Válogatott és új versek; Kairosz, Szentendre, 2000
- Alibi / A báró; Littera Nova, Budapest, 2000
- Gyerekversek; Kráter Műhely Egyesület, Pomáz, 2001 (7 fátyol)
- Gyerekregények; Kráter Műhely Egyesület, Pomáz, 2001 (7 fátyol)
- Extázis. 107 kép – 107 vers; Kráter Műhely Egyesület, Pomáz, 2001
- Novellák 1-2.; Kráter, Pomáz, 2002
- Extázis II. 107 kép – 107 vers; Kráter Műhely Egyesület, Pomáz, 2003
- Színművek, 1-2.; Kráter, Pomáz, 2003
- Gyurkovics Tibor–Németh Andrea: Fényének művészekről; magánkiadás, Budapest, 2004
- Versek 1-2.; szöveggond. Turcsány Villő; Kráter, Pomáz, 2004
- Gyurkovics Tibor–Németh Andrea: Énképek, fényképek művészekről; magánkiadás, Budapest, 2005
- Hol vagy, Gyula? Hernádiádák; Kráter, Pomáz, 2005
- Skizofrén történelem; Napkút, Budapest, 2005
- Két regény / Isten nem szerencsejátékos / Szolgálat; Kráter, Pomáz, 2006 (7 fátyol)
- Magán-magyar. A szerző válogatása életművéből; Trikolor, Budapest, 2006 (Örökségünk)
- A sas repülni vágyik. Gyurkovics Tiborral beszélget Fazekas Valéria; Kairosz, Budapest, 2006 (Magyarnak lenni)
- A véletlen Isten szempillantása. Gyurkovics Tiborral beszélget Fazekas Valéria; Kairosz, Budapest, 2006 (Miért hiszek?)
- Gyurkovics Tibor–Szemadám György: Az alkotás vegetatív bája; Napkút, Budapest, 2007 (Beszélgetők könyvei)
- Magyar extázis. 107 kép – 107 vers; Kráter, Pomáz, 2007
- Azúr. Költemények; Kairosz, Budapest, 2008
- Túlvilági extázis. 107 kép, 107 vers; Kráter, Pomáz, 2012
- Gyurkovics Tibor–Gyurkovics Györgyi: Arcomat ne feledd; Kairosz–Budavári Önkormányzat, Budapest, 2013
- Isten homlokán. Istenes versek; Kairosz, Budapest, 2015
- Gyurkovics Tibor; vál., szerk. Gyurkovics Györgyi; Kalota Művészeti Alapítvány–Napkút–PIM, Budapest, 2019 (Hang-kép-írás)

## Műfordítás
- René Guy Cadou: Ki vagyok én?; ford. Gyurkovics Tibor; Kairosz, Bp., 2010